# Tima Godbless
Tima Seikeseye Godbless, née le 14 juillet 2004, est une sprinteuse nigériane. En 2021, elle remporte la médaille de bronze du relais 4 × 100 m aux Championnats du monde juniors à Nairobi. En 2024, elle représente le Nigéria aux Jeux olympiques d'été de 2024.

## Biographie
Tima Godbless rejoint la Louisiana State University en 2022 .
Elle est médaillée de bronze du relais 4 × 100 m aux Championnats du monde juniors d'athlétisme 2021 à Nairobi. L'année suivante, elle est médaillée d'or du relais 4 × 100 m aux Championnats d'Afrique à Saint-Pierre. Elle remporte deux médailles d'or aux Championnats d'Afrique juniors 2023 à Ndola sur 100 et 200 mètres.
En 2024, elle est médaillée d'or du relais 4 × 100 m aux Championnats d'Afrique à Douala puis représente le Nigéria aux Jeux olympiques d'été de 2024.